# Fissidens taiarapuensis
Fissidens taiarapuensis är en bladmossart som beskrevs av H. O. Whittier och H. A. Miller 1967. Fissidens taiarapuensis ingår i släktet fickmossor, och familjen Fissidentaceae. Inga underarter finns listade i Catalogue of Life.